# Марбург (місто)
Марбург, Марбург-ан-дер-Лан (нім. Marburg an der Lahn) — університетське місто, центр району Марбург-Біденкопф у землі Гессен із населенням 76 401 мешканців (2020). Місто розташоване на річці Лан. Марбурзький університет є першим у світі лютеранським університетом.

## Освіта
- Марбурзький університет
- Інститут Гердера

## Спорт
- Марбург (футбольний клуб)

## Уродженці
- Марґот Кессманн (* 1958) — лютеранський єпископ Ганновера, з 2009 по 2010 рік голова Ради Євангелічної церкви Німеччини, німецький ультра-ліберальний теолог.

## Події
У 1967 році в місті стався спалах невідомої до того інфекційної хвороби, яку було названо гарячкою Марбург. У місті тоді захворіло 23 людей, з яких 5 померло.  